# Вінцентув (Пясечинський повіт)
Вінцентув (пол. Wincentów) — село в Польщі, у гміні Ґура-Кальварія Пясечинського повіту Мазовецького воєводства.
Населення — 268 осіб (2011).
У 1975-1998 роках село належало до Варшавського воєводства.

## Демографія
Демографічна структура станом на 31 березня 2011 року:
|          | Загалом | Допрацездатний вік | Працездатний вік | Постпрацездатний вік |
| -------- | ------- | ------------------ | ---------------- | -------------------- |
| Чоловіки | 140     | 30                 | 105              | 5                    |
| Жінки    | 128     | 26                 | 82               | 20                   |
| Разом    | 268     | 56                 | 187              | 25                   |